# Генеральна асамблея штату Айова
Генеральна асамблея штату Айова — законодавчий орган і законодавча гілка влади американського штату Айова. Аналогічно до Конгресу США, Генеральна асамблея штату Айова є двопалатною і складається із Сенату та Палати представників, які є верхньою та нижньою палатами, відповідно. Сенатори обираються на чотирирічні терміни, а представники на дворічні. При цьому половина складу Сенату переобирається кожні два роки, як і весь склад Палати представників. Вибори відбуваються в парні роки. Ні в Сенаті, ні в Палаті представників нема обмеження на кількість термінів. Генеральна асамблея збирається в будівлі Капітолія штату Айова в столиці штату, місті Де-Мойн.

## Депутати
Як і в більшості інших штатів, робота законодавцем в Айові не є повною зайнятістю. Генеральна асамблея збирається лише на невеличкий проміжок часу щороку, а багато із законодавців мають основне місце роботи. Заробітна плата депутатів законодавчого органу складає 25 000 доларів на рік, а також поденні доплати за сесійні дні.
Генеральна асамблея штату Айова складається із 50 сенаторів та 100 представників. Кожен сенатор представляє приблизно 60 927 жителів штату, а кожен член Палати представників представляє приблизно 30 464 жителів штату, відповідно до перепису населення 2010 року. Всі члени асамблеї обираються із виборчих округів, утворених таким чином, щоб в них проживала якомога більш однакова кількість виборців. На території штату є 50 сенатських виборчих округів, і кожен з них поділяється на два представницьких виборчих округи. Остання зміна виборчих округів, з яких обираються депутати обох палат, відбулась 19 квітня 2011 року, перед виборами 85-го скликання законодавчого органу в 2012 році. Генеральна асамблея збирається щорічно в другий понеділок січня.
Наразі, Республіканська партія має більшість в обох палатах: 32 мандати з 50 в Сенаті та 53 мандати зі 100 в Палаті представників. Республіканці мають більшість в Сенаті з 2017 року та в Палаті представників з 2011 року.

## Голови палат
Головою Палати представників є Спікер. Він контролює обіг законопроєктів у своїй палаті та вирішує який комітет розглядатиме який законопроєкт. Кандидатуру Спікера висуває партія більшості, із подальшим затвердженням голосуванням всієї палати.
Головою Сенату є Президент Сенату. До його повноважень так само входять передача законопроєктів до комітетів та ухвалення процедурних рішень. У порівнянні зі Спікером Палати представників, Президент Сенату має менше повноважень, зокрема він не може призначати голів комітетів або змінювати персональний склад комітетів. До 1988 року формальним головою Сенату був Віцегубернатор штату Айова, до того як була внесена поправка до Конституції штату Айова.
Також в кожній палат є лідер більшості та лідер меншості, які обираються членами палати від партії більшості (наразі це Республіканська партія) та від партії меншості (наразі Демократична партія), відповідно.

## Комітети
Комітети, які є в обох палатах генеральної асамблеї:
- Комітет із сільського господарства
- Комітет із асигнувань
- Комітет з комерції
- Комітет з освіти
- Комітет з етики
- Комітет з нагляду за урядом
- Комітет з людських ресурсів
- Комітет із судочинства
- Комітет з місцевого самоврядування
- Комітет із регламенту і адміністрування
- Комітет з уряду штату
- Комітет з транспорту
- Комітет зі справ ветеранів
- Комітет з шляхів і засобів

Комітети, які є лише в одній з палат:
- Комітет Сенату із працевлаштування і бізнесу
- Комітет Сенату із природних ресурсів та навколишнього середовища
- Комітет Палати представників з економічного розвитку
- Комітет Палати представників із захисту довкілля
- Комітет Палати представників з працевлаштування
- Комітет Палати представників з природних ресурсів
- Комітет Палати представників з громадської безпеки

## Галерея

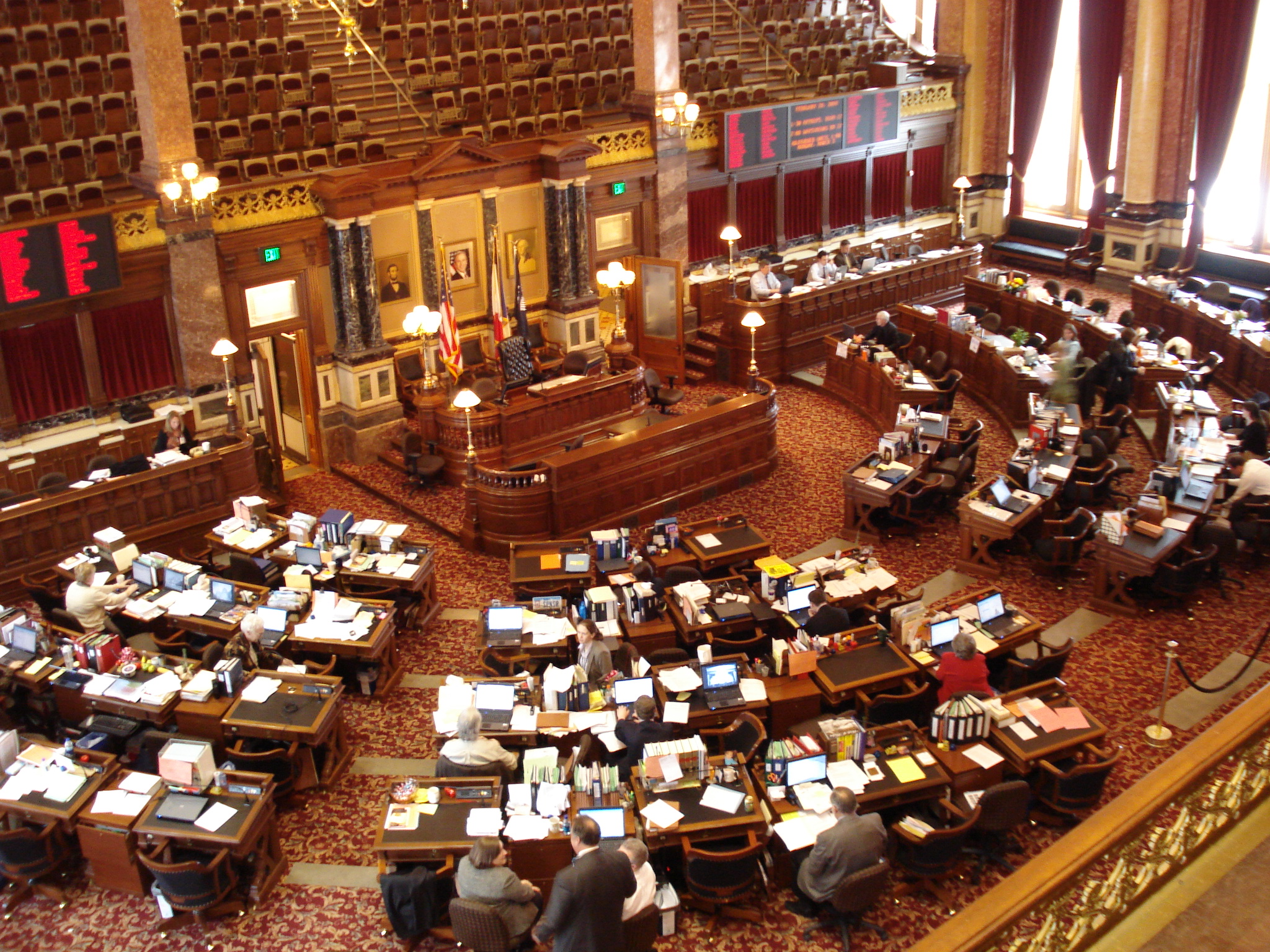
Зала засідань Сенату
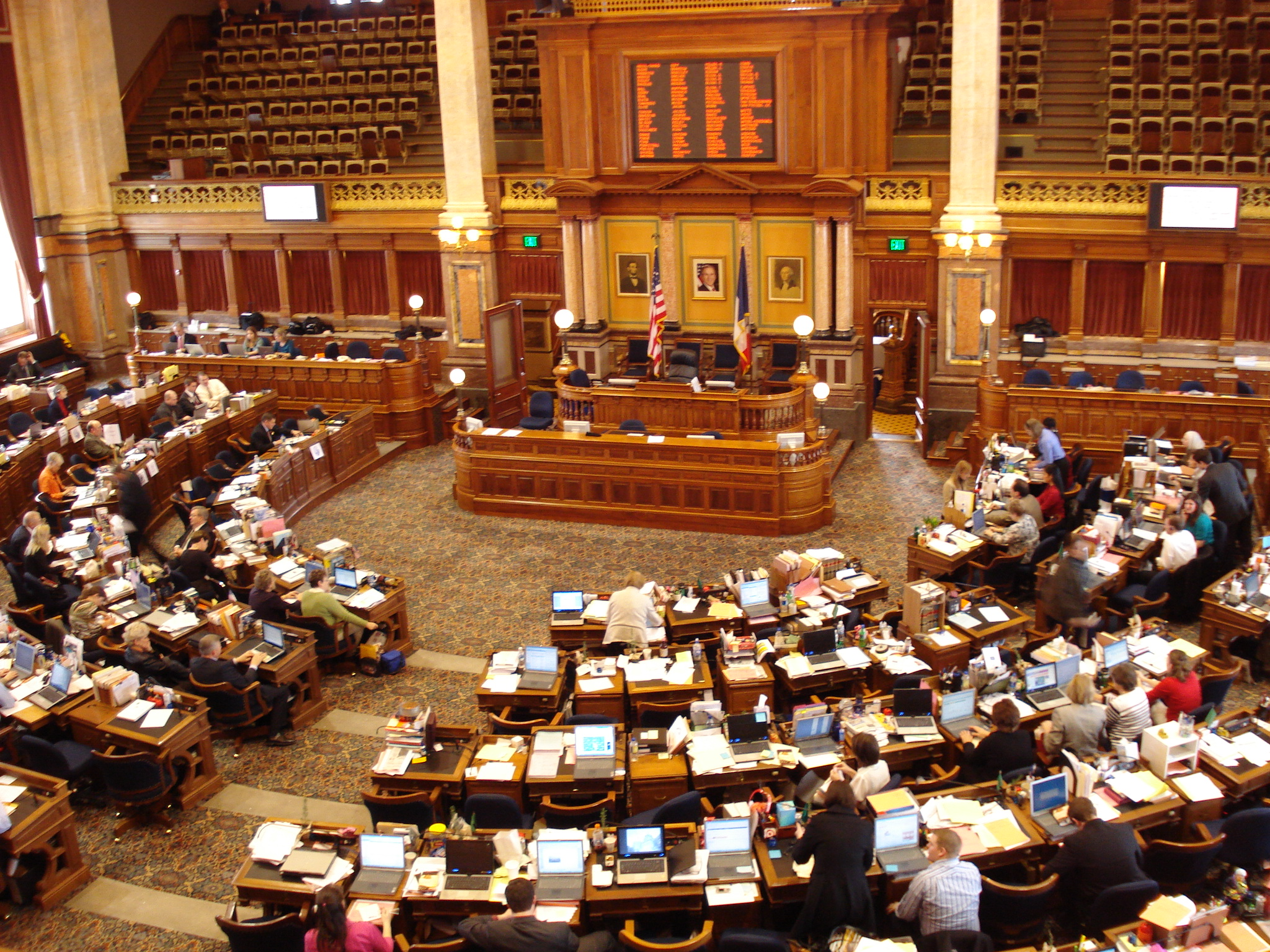
Зала засідань Палати представників
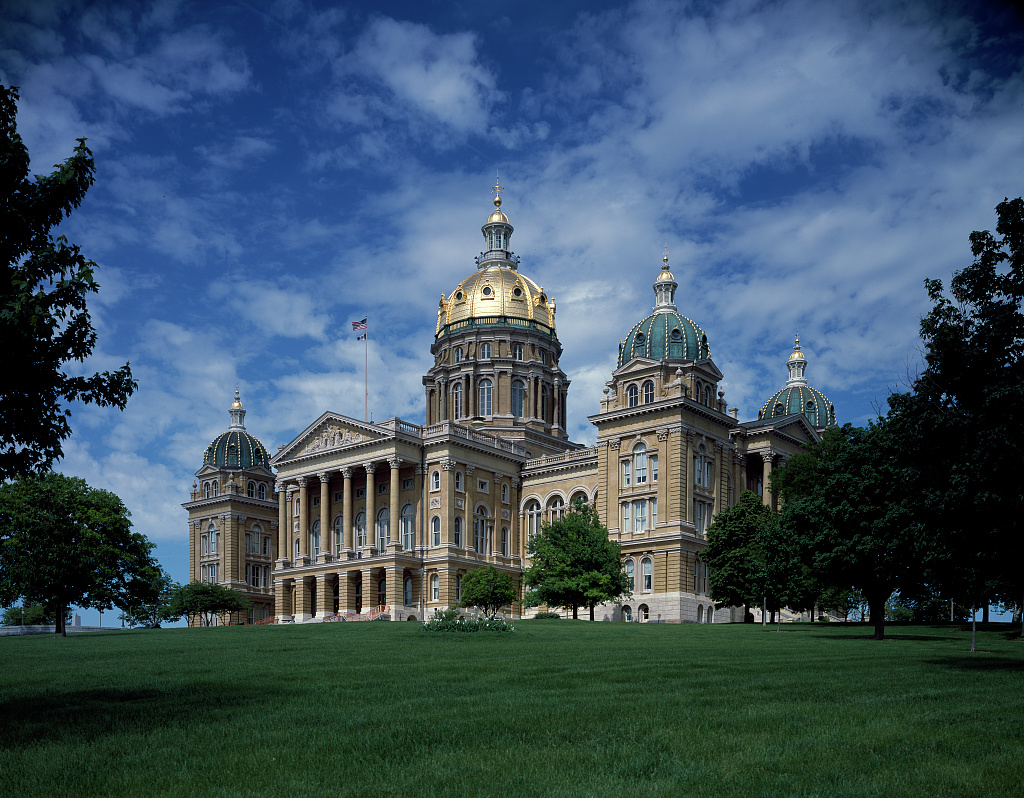
Будівля Капітолія штату Айова
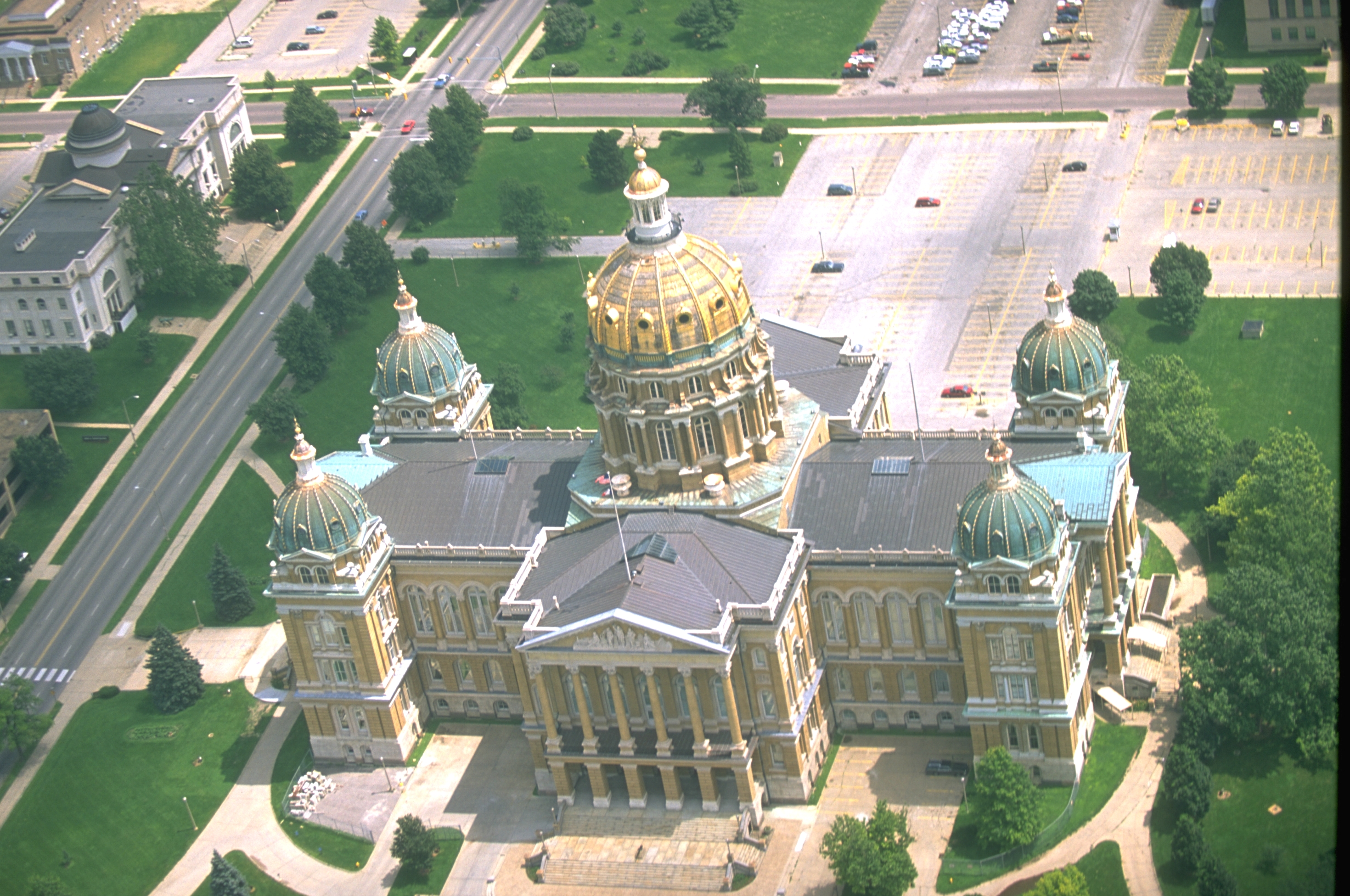
Капітолій з висоти
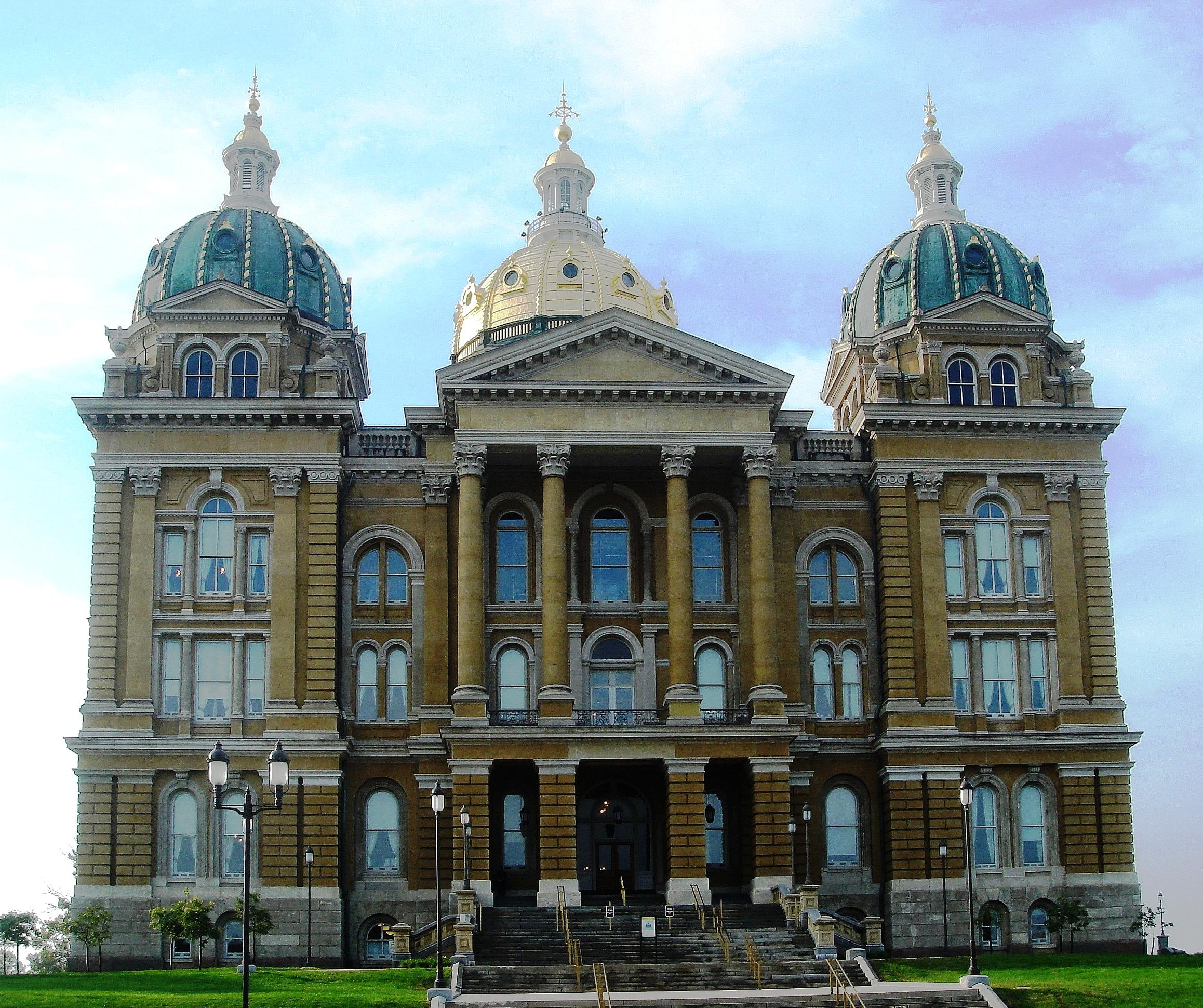
Вид на Капітолій з північної сторони
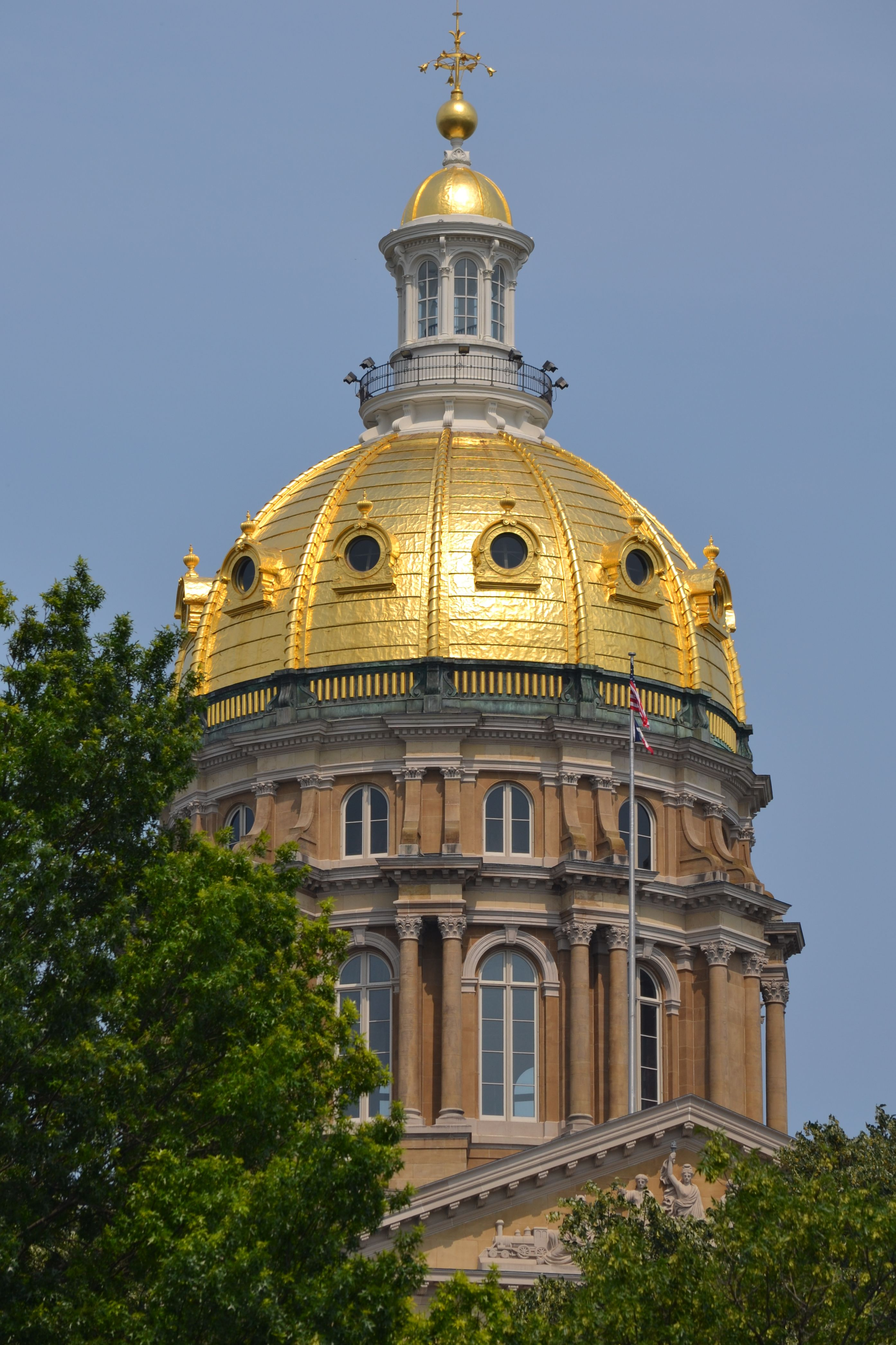
Купол Капітолія
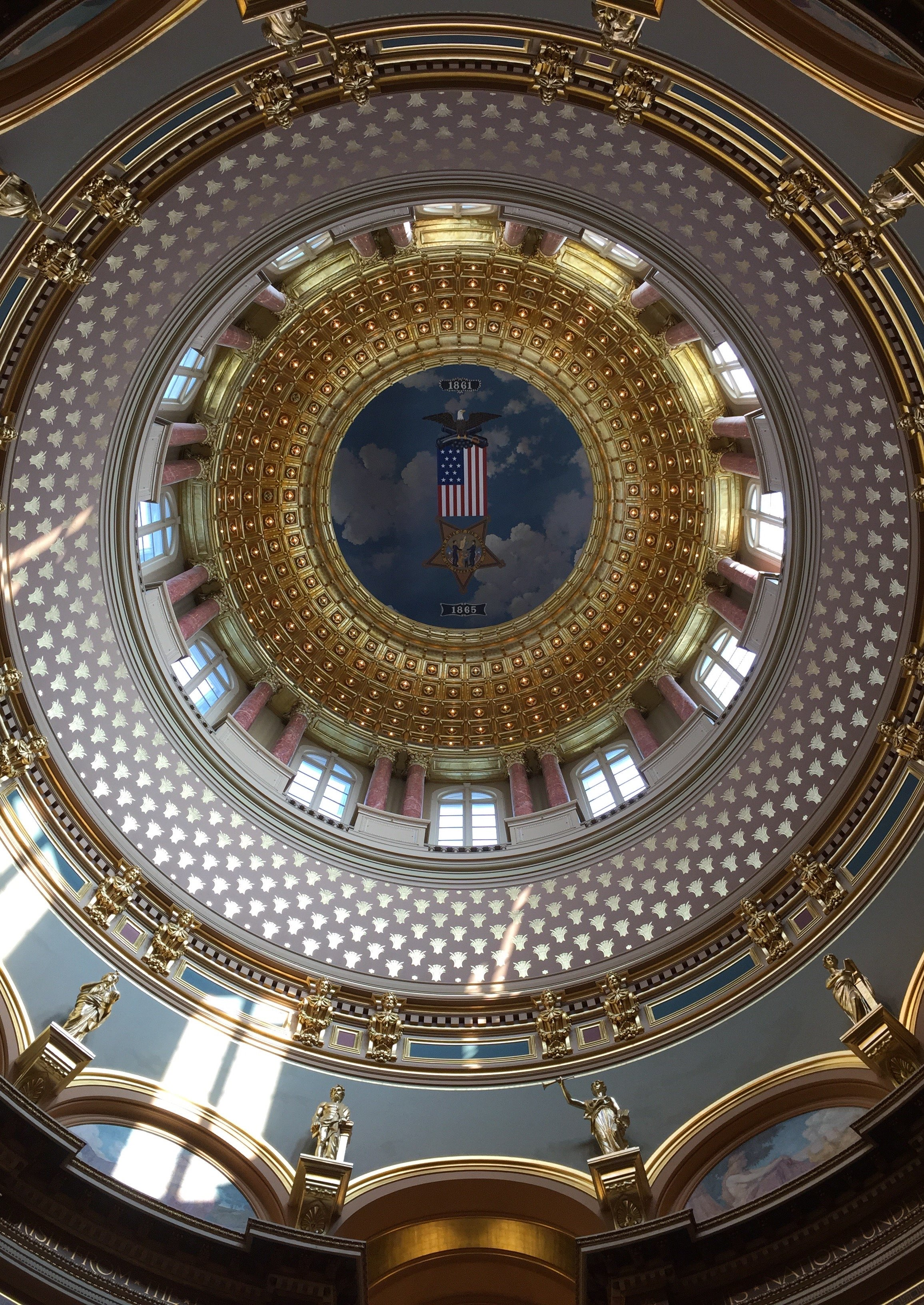
Купол зсередини
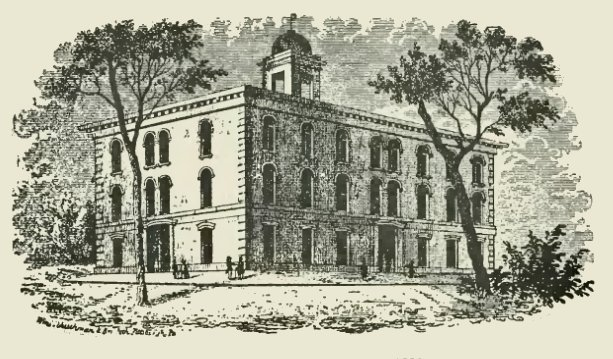
Старий Капітолій Айови
Виборчі округи Сенату на 2012-2022 роки
Виборчі округи Палати представників на 2012-2022 роки